# Енбек (Жалагашский район)
Енбек (каз. 
, до 1993 г. — Аккошкар) — село в Жалагашском районе Кызылординской области Казахстана. Административный центр и единственный населённый пункт Енбекского сельского округа. Находится примерно в 22 км к югу от районного центра, посёлка Жалагаш. Код КАТО — 433643100.

## Население
В 1999 году население села составляло 1994 человека (982 мужчины и 1012 женщин). По данным переписи 2009 года, в селе проживало 1979 человек (1014 мужчин и 965 женщин).